# MCF-7

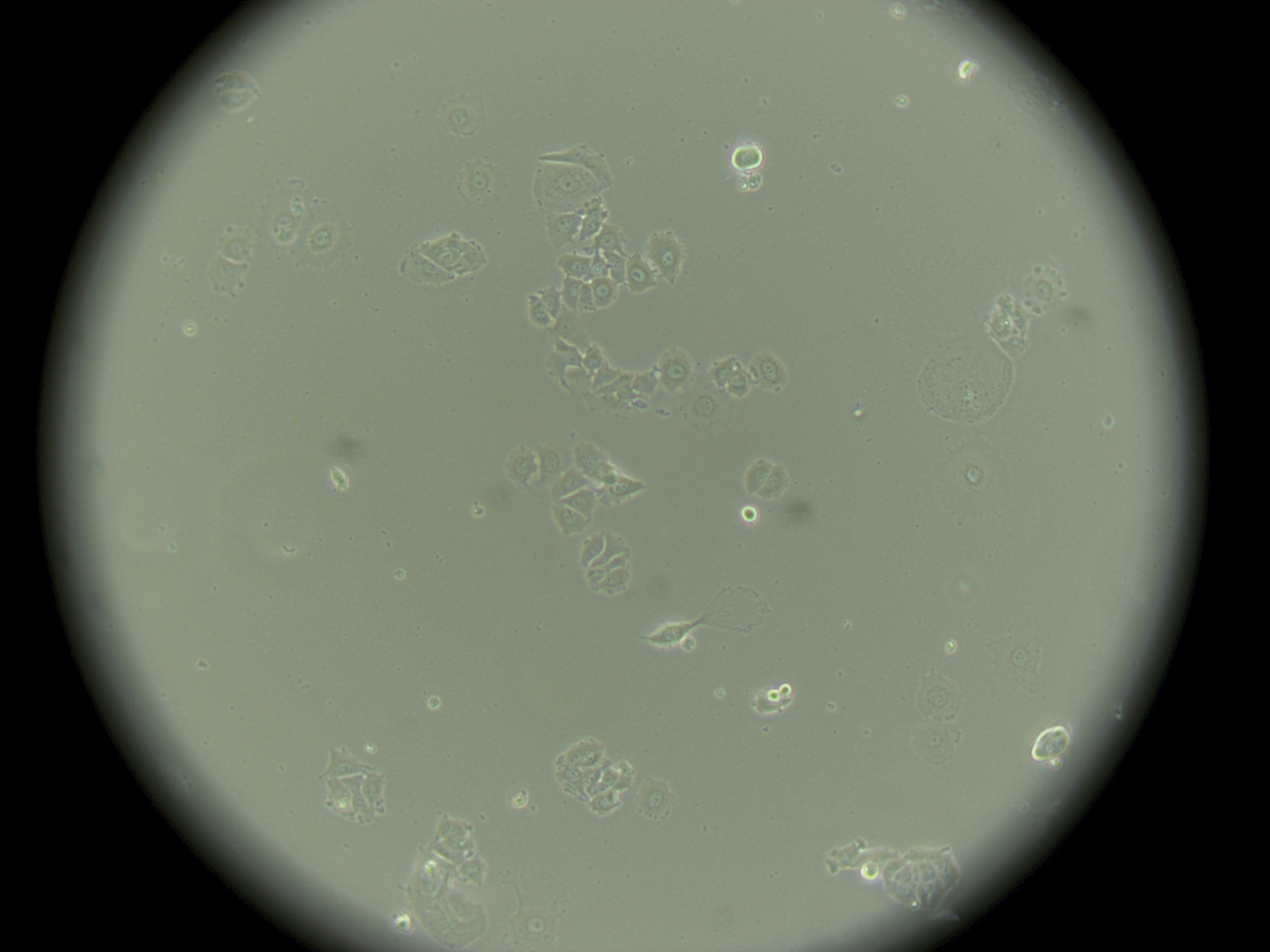
MCF-7細胞

MCF-7は1970年に69歳のコーカソイドの女性から分離された乳がん細胞株である。MCF-7はMichigan Cancer Foundation-7の頭字語であり、1973年にHerbert Souleと同僚によってこの細胞が樹立されたデトロイトにある研究所を意味している。ミシガンがん財団は現在はバーバラ・アン・カルマノスがん研究所として知られている。
MCF-7以前は、がん研究者は数カ月より長く生き続けることができる乳腺細胞株を手に入れることができなかった。
Frances Mallonという名の患者は大多数のがん研究者には知られておらず、1970年に死亡した。彼女の細胞は乳がんに関する現在の知見の多くの源である。サンプリングされた当時、彼女は（シスターCatherine Francesの名で）ミシガン州モンローにあるマリアの汚れなき御心のしもべ会の女子修道会の修道女であった。
MCF-7とその他2つの乳がん細胞株（T-47DおよびMDA-MB-231）は乳がん細胞株について言及した研究を報告した全ての要約部の3分の2以上を占めている（Medlineに基づく調査）。

## MCF-7細胞の特徴
MCF-7細胞の特徴は以下の通りである。
- 原発腫瘍: 浸潤性乳管がん腫
- 細胞の起源: 胸水
- エストロゲン受容体の存在: 有
- エストロゲンへの増殖反応: 有
- プロゲステロン受容体の存在: 有
- ERBB2遺伝子の増幅（とHer2/neuタンパク質の過剰発現）: 無
- マウスにおける腫瘍形成能: 有、しかしエストロゲン補充時のみ
- 表現型: 管腔上皮

この細胞株は細胞質性エストロゲン受容体を介したエストロゲン処理能やドームの形成能を含む分化乳線上皮組織の複数の特徴を保持している。
腫瘍壊死因子アルファ（TNFα）はMCF-7乳がん細胞の成長を阻害する。抗エストロゲン剤による処理はインスリン様成長因子タンパク質の分泌を調節する。
PIK3CAのヘリカルドメインの変異がMCF-7で同定されているが、AKTの活性化は低い。